# Campionat sub-20 de l'OFC
El Campionat sub-20 de l'OFC (en anglès: OFC U-20 Championship) és un torneig bianual per a determinar la millor selecció sub-20 de l'OFC, la qual es classifica per a la Copa del Món de futbol sub-20.

## Seleccions que poden participar
Catorze seleccions poden participar en el Campionat sub-20 de l'OFC.
| - Fiji - Illes Cook - Kiribati - Niue - Nova Caledònia - Nova Zelanda - Papua Nova Guinea | - Salomó - Samoa - Samoa Nord-americana - Tahití - Tonga - Tuvalu - Vanuatu |

### Seleccions que ja no poden participar
- Austràlia (ara membre de la Confederació Asiàtica de Futbol)
- Israel (ara membre de la UEFA)
- Taipei (ara membre de l'AFC)

## Resultats
| Any          | Amfitrió                  | Guanyador    | Segon          | Tercer                         | Quart                          |
| ------------ | ------------------------- | ------------ | -------------- | ------------------------------ | ------------------------------ |
| 1974 Detalls | Tahití                    | Tahití       | Nova Zelanda   | Noves Hèbrides                 | Nova Caledònia                 |
| 1978 Detalls | Nova Zelanda              | Austràlia    | Fiji           | Nova Zelanda                   | Papua Nova Guinea              |
| 1980 Detalls | Fiji                      | Nova Zelanda | Austràlia      | Fiji                           | Nova Caledònia                 |
| 1982 Detalls | Papua Nova Guinea         | Austràlia    | Nova Zelanda   | Fiji                           | Papua Nova Guinea              |
| 1985 Detalls | Austràlia                 | Austràlia    | Israel         | Nova Zelanda                   | · Taipei                       |
| 1986 Detalls | Nova Zelanda              | Austràlia    | Israel         | Nova Zelanda                   | · Taipei                       |
| 1988 Detalls | Fiji                      | Austràlia    | Nova Zelanda   | · Taipei                       | Fiji                           |
| 1990 Detalls | Fiji                      | Austràlia    | Nova Zelanda   | Vanuatu                        | Tahití                         |
| 1992 Detalls | Tahití                    | Nova Zelanda | Tahití         | Fiji                           | Vanuatu                        |
| 1994 Detalls | Fiji                      | Austràlia    | Nova Zelanda   | Salomó                         | Vanuatu                        |
| 1997 Detalls | Tahití                    | Austràlia    | Nova Zelanda   | Fiji                           | Tahití                         |
| 1998 Detalls | Samoa                     | Austràlia    | Fiji           | Nova Zelanda                   | Salomó                         |
| 2001 Detalls | Nova Caledònia Illes Cook | Austràlia    | Nova Zelanda   | (sense partit per tercer lloc) | (sense partit per tercer lloc) |
| 2002 Detalls | Vanuatu Fiji              | Austràlia    | Fiji           | (sense partit per tercer lloc) | (sense partit per tercer lloc) |
| 2005 Detalls | Salomó                    | Austràlia    | Salomó         | Vanuatu                        | Fiji                           |
| 2007 Detalls | Nova Zelanda              | Nova Zelanda | Fiji           | Salomó                         | Nova Caledònia                 |
| 2008 Detalls | Tahití                    | Tahití       | Nova Caledònia | Nova Zelanda                   | Fiji                           |
| 2011 Detalls | Nova Zelanda              | Nova Zelanda | Salomó         | Vanuatu                        | Fiji                           |
| 2013 Detalls | Fiji                      | Nova Zelanda | Fiji           | Vanuatu                        | Nova Caledònia                 |
| 2014         | Fiji                      | Fiji         | Vanuatu        | Nova Caledònia                 | Salomó                         |
| 2016         | Vanuatu                   | Nova Zelanda | Vanuatu        | (sense partit pel tercer lloc) | (sense partit pel tercer lloc) |

## Palmarès
| Selecció          | Guanyador                                                                    | Segon                                         | Tercer                            | Quart                       |
| ----------------- | ---------------------------------------------------------------------------- | --------------------------------------------- | --------------------------------- | --------------------------- |
| Austràlia         | 12 (1978, 1982, 1985, 1986, 1988, 1990, 1994, 1997, 1998, 2001, 2002 i 2005) | 1 (1980)                                      |                                   |                             |
| Nova Zelanda      | 6 (1980, 1992, 2007, 2011, 2013 i 2016)                                      | 7 (1974, 1982, 1988, 1990, 1994, 1997 i 2001) | 5 (1978, 1985, 1986, 1998 i 2008) |                             |
| Tahití            | 2 (1974 i 2008)                                                              | 1 (1992)                                      |                                   | 2 (1990 i 1997)             |
| Fiji              | 1 (2014)                                                                     | 5 (1978, 1998, 2002, 2007 i 2013)             | 4 (1980, 1982, 1992 i 1997)       | 4 (1988, 2005, 2008 i 2011) |
| Vanuatu           |                                                                              | 2 (2014 i 2016)                               | 5 (1974, 1990, 2005, 2011 i 2013) | 2 (1992 i 1994)             |
| Israel            |                                                                              | 2 (1985 i 1986)                               |                                   |                             |
| Nova Caledònia    |                                                                              |                                               |                                   | 4 (1974, 1980, 2007 i 2013) |
| Papua Nova Guinea |                                                                              |                                               |                                   | 2 (1978 i 1982)             |